# فرانک دیکسون
فرانک دیکسون (انگلیسی: Frank Dixon; ۱ آوریل ۱۸۷۸ – ۲۹ نوامبر ۱۹۳۲) بازیکن لاکراس اهل کانادا بود.